# Carl Härdin
Carl Alger Härdin, född 6 januari 1887 i Söderala församling, död 2 juni 1942 i Norrköpings S:t Olofs församling, var en svensk lokomotivförare och riksdagsledamot (socialdemokrat).
Härdin var ledamot av riksdagens första kammare från 1936 invald i Södermanlands och Västmanlands läns valkrets. 